# Blea Water Beck
Der Blea Water Beck ist ein Wasserlauf im Lake District, Cumbria, England.
Der Blea Water Beck entsteht als Abfluss des Blea Water an dessen Ostseite. Er fließt in südöstlicher Richtung und vereinigt sich mit dem Small Water Beck zum Mardale Beck, der in das Haweswater Reservoir mündet.